# مورفی براون
مورفی براون (انگلیسی: Murphy Brown) یک مجموعه تلویزیونی کمدی موقعیت ساخته دایان اینگلیش است که از ۱۴ نوامبر ۱۹۸۸ از شبکه سی‌بی‌اس پخش می‌شود. ستاره این مجموعه کندیس برگن نام‌بخش مورفی براون، یک روزنامه‌نگار تحقیقی و گوینده اخبار در FYI است که یک مجله خبری است و بعدها در صبح با مورفی که یک برنامه خبری کابلی است.
این مجموعه در اصل در ۱۸ مه ۱۹۹۸ پس از ده فصل شامل ۲۴۷ اپیزود به پایان رسید. در ژانویه ۲۰۱۸ سی‌بی‌اس اعلام کرد که دنباله‌ای ۱۳ قسمتی برای این مجموعه سفارش داده که از ۲۷ سپتامبر ۲۰۱۸ روی آنتن می‌رود.